# Црква Преноса моштију Светог оца Николаја у Радимни
Црква Преноса моштију Светог оца Николаја је православна црква у месту Радимна, жупанија Караш-Северин, Румунија. Припада Епархији темишварској Српске православне цркве. 

## Историја
Постоји запис да је црква у Радимни грађена 1726. године и да је од камена. Читава два века црква је одолевала зубу времена, поправљана и преправљана, јер је повремено и страдала, као на пример 1848. године. Садашња црква је подигнута у периоду од 1924. до 1925. године на темељима старе, од које је првобитно задржан само торањ, који је прерађен 1941. године. Здање је у облику лађе, са лучном олтарском апсидом. Торањ је при земљи квадратног пресека, затим нагло прелази у осмоугаони да би завршио калотом, приљубљен уз западни зид цркве, на стубовима између којих се образује отворено предворје. У торњу су смештена четири звона. Црква је поседовала неколико рукописних богослужбених књига, које су пренете у Епархијску ризницу, а остале су углавном из 18. и 19. века.
Постоји локално веровање да је црква покајница, да ју је због гриже савести саградио убица неког Радоја. Наводно, отуда потиче и назив села. Поред храмовне славе, мештани обележавају и Марковдан, као сточарску или марвенску заветину.

## Иконостас
Почетком 20. века забележен је иконостас са потписима зографа Василија, Георгија и његовог сина Јована Поповића из 1763. године. Претпоставља се да је био на зиданој олтарској прегради која је замењена 1958. године новом, од печене цигле, коју је осликао Франц Вајнхепл из Белобрешке. Појединачне иконе су радили Василије Алексијевић, Аксентије Маришеско и Никифор Жарковић.
Од иконостаса су приказане у соклу Адам и Ева, Изгнанство из Раја и Неопалина купина, на царским дверима Благовести, престоне иконе Свети Никола, Богородица, Спаситељ и Претеча, изнад царских двери Тајна вечера, бочно са обе стране празничне иконе Рођење, Крштење, Васкрсење, Преображење и Вазнесење Христово, Силазак Светог Духа, централна икона Света Тројица, бочно са обе стране иконе Светих апостола и у луку тематски склоп Распећа.